# Linophryne maderensis
Linophryne maderensis är en fiskart som beskrevs av Maul, 1961. Linophryne maderensis ingår i släktet Linophryne och familjen Linophrynidae. Inga underarter finns listade i Catalogue of Life.